# Trenzana
La Trenzana è una roggia della Bassa Bresciana occidentale, derivante dalla roggia Trenzana-Travagliata in località Bargnana. Il suo breve corso termina a nord della campagna di Trenzano, dopo aver alimentato alcune seriole che a loro volta irrigano la campagna di quel comune.

## Storia
Il canale ha le medesime origini della Trenzana-Travagliata essendo la prosecuzione originaria, prima che nel 1417 fosse costruita la roggia Travagliata.

## Percorso
Dal partitore della Bargnana, la roggia scende a meridione in direzione di Trenzano. Immediatamente a sud della frazione, la seriola cede le sue acque in sponda destra alla roggia Campagna e in sponda sinistra alla Berlinga.
Più a sud, all'altezza della discarica della Cogeme, un altro partitore separa le acque della seriola da quelle del Vaso Giappone, in sponda destra, e al Vaso Torre, a sinistra.
Il corso del canale termina poco a più sud dove il terzo e ultimo partitore suddivide le acque che rimangono fra i vasi Paglie, che si dirige a ovest, e il Vaso Molinazzo che prosegue verso sud e scavalca la roggia Baioncella di Lograto presso la località Convento. 